# Rosalyn Fairbank
Rosalyn Doris Fairbank-Nideffer (Durban, 2 novembre 1960) è un'ex tennista sudafricana.

## Biografia
Durante la sua carriera vinse il doppio al Roland Garros nel 1981 battendo la coppia composta da Paula Smith e Candy Reynolds in due set (6-1, 6-3), la sua compagna nell'occasione era la connazionale Tanya Harford. All'Australian Open del 1983 giunse ai quarti di finale arrendendosi contro la coppia formata da Martina Navrátilová e Pam Shriver in un doppio 6-3. Nello stesso anno bissò la vittoria all'Open di Francia in coppia con Candy Reynolds vinse la coppia Kathy Jordan - Anne Smith per 5-7, 7-5, 6-2.
Nel singolare vinse nel 1983 il Virginia Slims of Richmond battendo Kathy Jordan per 6-4, 5-7, 6-4.